# Frumoasă albă
Frumoasă albă este un soi de struguri albi de masa cu rezistență biologică multiplă. Din încrucișarea acestui soi cu Vostorg a fost obținut soiul Talisman.